# 善化老街
善化老街位於臺灣台南市善化區，中山路東起保安路口西至中華路口，全長約400公尺。老街以三級古蹟慶安宮向二側發展，建築多在1930年代建造，為昭和初期的騎樓建築，因工商發展，老街半數以上的建築都經過翻修。